# Деніш Дуарте
Деніс Паулу Дуарте (порт. Dénis Paulo Duarte; нар. 4 травня 1994, Лорінян, Португалія) — португальський футболіст, центральний захисник білоруського клубу «Динамо-Берестя».

## Життєпис
Вихованець клубу рідного міста «Лорінянсі», згодом грав у третьому дивізіоні португальського чемпіонату «Торреєнсі». У січні 2015 року перейшов до «Віторії» з Гімарайнша, однак виступав за другу команду «Віторію Б», де згодом став капітаном команди. У сезоні 2017/18 за першу команду «Віторії» зіграв у трьох матчах Прімейра-ліги.
У червні 2018 року перейшов у білоруський клуб «Динамо» з Берестя, підписавши 2,5-річну угоду. У складі берестейської команди закріпився в стартовому складі. У сезоні 2019 року залишався основним футболістом і допоміг «Динамо» виграти чемпіонат Білорусі.

## Досягнення
«Динамо-Берестя»
- Білоруська футбольна вища ліга
  -  Чемпіон (1): 2019

- Суперкубок Білорусі
  -  Володар (2): 2019, 2020